# Flugplatz Broadford

i7
i11
i13
Der Flugplatz Broadford (englisch Isle of Skye (Broadford) Airfield, auch Ashaig Airstrip oder Broadford Aerodrome, IATA-Code: SKL, ICAO-Code: EGEI) ist ein kleiner Flugplatz auf der Hebrideninsel Skye in der Council Area Highland vor der Westküste Schottlands, mit einer einzigen Landebahn. Er befindet sich neben dem Weiler Ashaig, in der Nähe des Dorfes Broadford. Betreiber und Besitzer ist das Highland Council.

## Geschichte
Der Flugplatz wurde von dem Corps of Royal Engineers gebaut und 1972 eröffnet, um als Tor zur Isle of Skye zu dienen. Loganair betrieb von 1972 bis 1988 einen Linienflug vom Flugplatz nach Glasgow.
Seither gibt es keine kommerziellen Flüge, und der Flugplatz ist meist verlassen. Der Flugplatz wird gelegentlich von NHS Highland und dem Scottish Ambulance Service für die Überführung von Patienten an die Krankenhäuser in Inverness oder Glasgow verwendet.
1980 wurde der Flugplatz als Drehort für die Eröffnungsszene von Flash Gordon genutzt.
In den letzten Jahren wurde der Flugplatz für die Lagerung von großen Windenergieanlagen verwendet. Er wird auch für Strandsegel-Aktivitäten verwendet.

## Musik-Festival
Zwischen 2005 und 2007 veranstaltete der Flugplatz das Isle of Skye Music Festival.
Im März 2012 wurde das Celtic Connections Big Top veranstaltet, ein Teil des Glasgow Celtic Connections Festivals. Künstler, die bei dieser zweitägigen Veranstaltung teilnahmen, waren u. a. Rosanne Cash, The Civil Wars, Raul Malo, Mànran und Niteworks. Dies war das erste Mal, dass Celtic Connections ein Event außerhalb von Glasgow veranstaltet hat.